# RWD-8
Le RWD-8 était un avion d'entraînement monoplan à aile parasol, conçu et produit par le constructeur polonais RWD. Il fut utilisé de 1934 à 1939 par la force aérienne et l'aviation civile polonaises.

## Conception et développement
Le RWD-8 fut conçu en réponse à une requête de la force aérienne polonaise, émise en 1931, pour la conception d'un avion d'entraînement basique. Il fut conçu par l'équipe du constructeur RWD, constituée de Stanisław Rogalski, Stanisław Wigura et Jerzy Drzewiecki. Le premier prototype, portant l'immatriculation SP-AKL, effectua son premier vol au début de l'année 1933. Considéré comme très stable et d'une maniabilité agréable, il remporta la compétition pour le nouvel avion d'entraînement polonais face aux biplans PZL.5bis et Bartel BM-4h.
Comme les ateliers DWL — Doświadczalne Warsztaty Lotnicze (en), un fabricant des conceptions de l'équipe RWD — ne possédait qu'une capacité de production assez limitée, l'armée polonaise décida de produire l'avion dans une usine nationalisée, la PWS (Podlaska Wytwórnia Samolotów (en)). DWL céda la licence de l'avion à titre gratuit, ne demandant que le remboursement des frais liés à sa conception. PWS produisit l'avion à la fois pour les militaires et les utilisateurs civils, alors que DWL ne l'avait produit que pour les clients civils. Le premier RWD-8 produit par PWS vola pour la première fois en septembre 1934. Ces avions, désignés RWD-8 PWS (ou RWD-8 pws), ne différaient du RWD-8 DWL (ou RWD-8 dwl) original que par des détails mineurs, comme un train d'atterrissage disposant d'amortisseurs plus fins, et étant légèrement plus lourds et donc plus lents.
En plus de la version standard, 50 RWD-8a PWS furent construits avec un réservoir de carburant additionnel de 95 litres dans une section centrale d'aile plus épaisse, augmentant l'autonomie de l'avion. Une petite série fut produite avec une place arrière recouverte de rideaux pour permettre d'effectuer des sessions d'entraînement au vol sans visibilité. Une structure avec un crochet pour le remorquage de planeurs pouvait être installée sur l'avion. Plus tard fut conçu le RWD-17, une version plus évoluée destinée à l'entraînement et à l'acrobatie aérienne.
Au total, plus de 550 exemplaires du RWD-8 furent produits : environ 80 par DWL et environ 470 par PWS. La production cessa au début de l'année 1939, le RWD-8 étant alors à ce moment-là l'avion ayant été produit en plus grand nombre en Pologne. Trois appareils furent également produits sous licence en 1935 à Belgrade, en Serbie

## Caractéristiques techniques
Le RWD-8 était de construction conventionnelle, avec une structure mixte en acier et bois recouverte de contreplaqué et de toile. Les deux membres d'équipage étaient installés en tandem dans un cockpit ouvert, doté de pare-brises individuels et d'une double-commande. L'avion était propulsé par un moteur à 4 cylindres en ligne inversés refroidis par air PZInż. Junior (en) — fabriqué sous licence —, d'une puissance maximale au décollage de 120 ch (90 kW) et de 110 ch (82 kW) en continu. Il pouvait également recevoir un Walter Major (en) ou un de Havilland Gipsy Major (en) de puissances équivalentes. Ces moteurs entraînaient une hélice bipale en bois.
Le train d'atterrissage était conventionnel, avec un patin au niveau de la queue. Le réservoir de carburant de fuselage avait une contenance de 75 litres (RWD-8 PWS) ou 85 litres (RWD-8 DWL). Les ailes pouvaient être repliées vers l'arrière pour diminuer l'encombrement de l'avion dans les hangars ou sur les parkings.

## Carrière opérationnelle

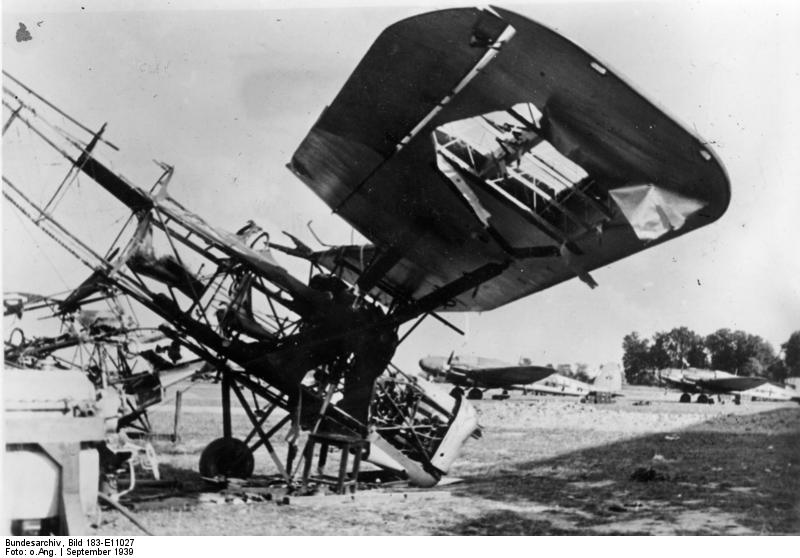
Un RWD-8, détruit pendant l'invasion de la Pologne, en 1939.

Les RWD-8 furent utilisés dans l'aviation d'entraînement militaire polonaise à partir de 1934, devenant l'avion standard dans la catégorie des avions d'entraînement principal. En novembre 1938, il y avait 349 RWD-8 en dotation dans la force aérienne. Ces avions furent aussi utilisés par l'aviation civile, en particulier dans les aéroclubs régionaux. Plus de 80 appareils furent achetés par des fonds publics afin d'entraîner les aviateurs. Ils furent aussi utilisés dans l'aviation sportive polonaise.
Un petit nombre d'exemplaires furent exportés : Ils furent vendus à la Palestine (alors sous mandat britannique), à l'Espagne, au Maroc et au Brésil. Une licence de production fut vendue à l'Estonie (un exemplaire produit, portant l'immatriculation ES-RWD) et une autre à Rogožarski (en) en Yougoslavie (une petite série avec des moteurs en étoile fut produite). Au-moins un exemplaire fut vendu à l'Espagne via le Portugal pendant la Guerre civile espagnole. Il fut utilisé comme avion de reconnaissance et d'entraînement pour les forces nationalistes.
Lors de l'invasion de la Pologne en 1939, les RWD-8 furent assignés à treize vols de liaison, trois avions dans chacun, affectés aux armées. De nombreux autres avions furent mobilisés pendant la campagne et utilisés dans les unités de liaison improvisées. Un avantage notable du RWD-8 était sa capacité à décoller et atterrir sur de courtes distances sur des terrains non-préparés, mais les missions assignées aux équipages était dangereuses. Les RWD-8 du Polesie Operational Group furent les derniers avions polonais dans le ciel pendant la campagne. Ils effectuèrent des missions de reconnaissance pendant la bataille de Kock, et leurs équipages jetèrent même des grenades sur leurs ennemis.
Un grand nombre de RWD-8 furent détruits au sol par les bombardements effectués par les Allemands sur les bases aériennes — contrairement aux avions de chasse polonais —, ou brûlés par les pilotes polonais en fuite devant l'avancée rapide de leurs ennemis. Un total de 57 avions furent cédés à la Roumanie, environ 40 avions à la Lettonie et deux à la Hongrie. Seules quelques douzaines d'avions encore en état de vol furent capturés par les Allemands. En Roumanie et en Hongrie, ils furent utilisés jusqu'à la fin des années 1940. Aucun ne fut restitué à la Pologne après la guerre, et aucun exemplaire n'a survécu jusqu'à nos jours.

## Versions
- RWD-8 : Prototypes et version de production initiale ;
- RWD-8 DWL : Avions produits par DWL (Doświadczalne Warsztaty Lotnicze (en)) ;
- RWD-8 PWS : Avions produits par PWS (Podlaska Wytwórnia Samolotów (en)). Ils étaient plus lourds et plus lents que les modèles DWL.

## Utilisateurs

### Utilisateurs militaires
- Reich allemand :
  - La Luftwaffe utilisa des appareils saisis sur les bases aériennes polonaises abandonnées[3]. Seul un petit nombre étaient encore en état de vol, les autres ayant été détruits par les pilotes polonais au moment de leur fuite ;
- Hongrie :
  - Force aérienne de Hongrie : Deux appareils cédés par la Pologne à la suite de l'invasion allemande de 1939 ;
- Israël :
  - La Sherut Avir (plus tard remplacée par la force aérienne et spatiale israélienne) utilisa des RWD-8 jusqu'en 1948.
- Lettonie :
  - La force aérienne lettonne utilisa quelque 20 appareils cédés par la Pologne[4].
- Pologne :
  - Force aérienne de la République polonaise.
- Roumanie :
  - Force aérienne royale roumaine
- Seconde République espagnole :
  - Les forces nationalistes acquirent un avion de SEPEWE (en) via le Portugal et l'utilisèrent à des fins d'entraînement.
- Royaume de Yougoslavie :
  - Force aérienne royale yougoslave (en).

### Civils
- Brésil
- Estonie
- Maroc
- Palestine mandataire
- Pologne
- Seconde République espagnole
- Royaume de Yougoslavie
  - SU Belgrade utilisa trois avions[5].